# Велике Протопопово
Велике Протопо́пово (рос. Большое Протопопово) — присілок у складі Томського району Томської області, Росія. Входить до складу Мирненського сільського поселення.

## Населення
Населення — 505 осіб (2010; 341 у 2002).
Національний склад (станом на 2002 рік):
- росіяни — 90 %